# Scopoides cambridgei
Espèce
Synonymes
- Megamyrmecion cambridgei Gertsch & Davis, 1940

Scopoides cambridgei est une espèce d'araignées aranéomorphes de la famille des Gnaphosidae.

## Distribution
Cette espèce se rencontre aux États-Unis au Texas et au Mexique au Coahuila, au Chihuahua et au Durango,,.

## Description
Les mâles mesurent de 4,03 à 4,79 mm et les femelles de 4,43 à 5,87 mm. 

## Publication originale
- Gertsch & Davis, 1940 : Report on a collection of spiders from Mexico. III. American Museum novitates, no 1069, p. 1-22 (texte intégral).